# Våghuset, Gamla stan

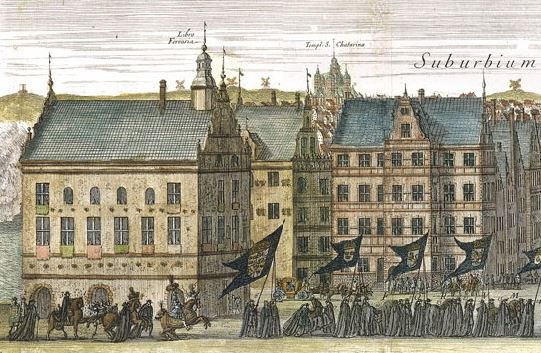
Järntorget med våghuset (till vänster) enligt Jean Lepautre, 1660.

Våghuset vid Järntorget i Gamla stan i Stockholm var stadens stadsvåg från 1400-talets mitt till 1662. På platsen i nuvarande kvarteret Pluto står Södra Bankohuset, byggt mellan 1675 och 1737 för Riksbanken.

## Historik

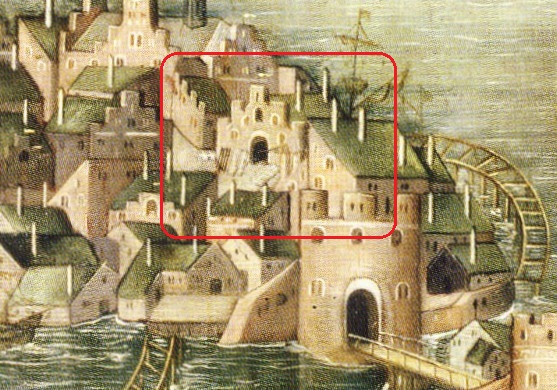
Detalj från Vädersolstavlan visande Våghuset vid Järntorget, omkring 1535.

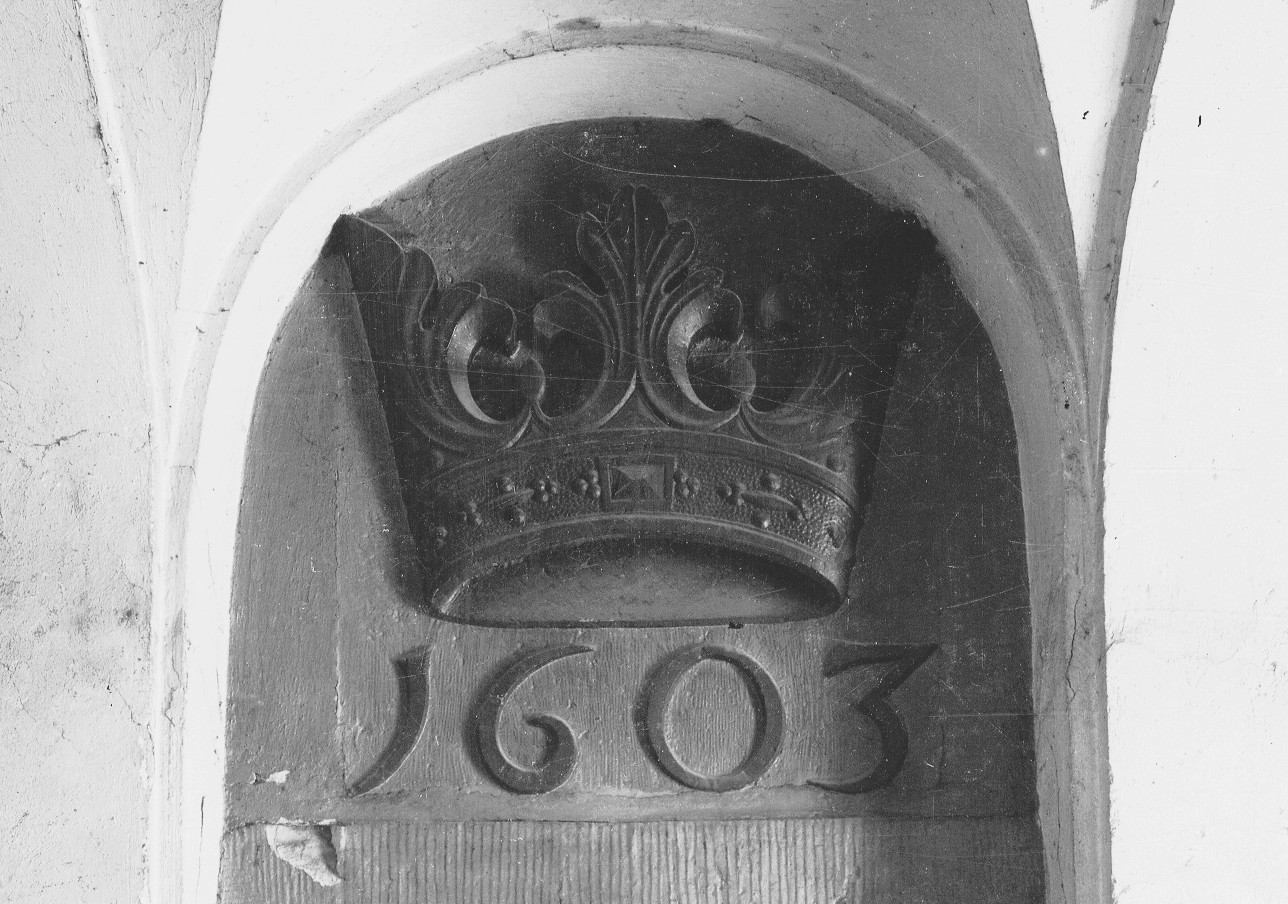
En av stentavlorna som fanns på Våghusets gavlar.

Redan i mitten av 1300-talet fanns en officiell stadsvåg i Stockholm som omtalas i Magnus Erikssons stadslag. Enligt denna stadslag var Mälarlandskapens städer skyldiga att väga och kontrollera exportjärnet. I Stockholm vägdes huvudsakligen stångjärn från Bergslagens järnhyttor som kom via Mälaren till Stadsholmen och gick därifrån vidare på export över Östersjön.
Vägningen var en välkommen inkomstkälla för både staden och konungen. Åtminstone från och med 1400-talets mitt låg Stockholms stadsvåg vid Järntorget som fick sitt namn efter verksamheten som ägde rum där. Att vara föreståndare vid våghuset var en viktig position. En av dem som förestod vågen under 1490-talet hette Johan Jönson Svart till Gladö. Han var en av riksföreståndaren Svante Nilsson Stures betrodda män. Jönson ägde bland annat två fastigheter i kvarteret Trivia och bodde troligen i ett hus strax norr om våghuset i nuvarande kvarteret Proserpina.
Våghuset omtalas i Stockholms stads tänkeböcker från 1476 men byggnaden är äldre än så. Virket i träpålarna, som hittades vid arkeologiska utgrävningar under nuvarande byggnad, avverkades 1662–1663 som dendrokronologiska prov kunde visa. Det är troligt att våghuset uppfördes vid denna tid. Huset var av sten och närmast kvadratiskt, det låg ungefär mitt på nuvarande fastighet och mätte cirka 18×18 meter. Byggnaden hade för tiden karakteristiska trappgavlar och efter en ombyggnad 1603 ett klocktorn mot Järntorget.
Våghuset syns på Vädersolstavlan från 1535. Där ser man gaveln mot Järntorget och en öppen port samt några stångjärn lutade mot fasaden. Även på Frans Hogenbergs Stockholmsvy från 1560-talet framgår våghuset, denna gång från sjösidan.
Mellan 1595 och 1603 utfördes en påbyggnad med två våningar och det tegeltäckta yttertaket försågs med ett klocktorn. Fasaderna var gestaltade i renässansens stil med horisontella lister av sandsten eller puts. Huset hade sex fönsteraxlar mot grändfasaderna vilket ger en viss uppfattning om byggnadens längd. På gavelfasaden fanns blåmålade stentavlor med en förgylld krona över årtalet "1603". En av dessa finns i dag bevarad i Bancohusets entré mot Skeppsbron. I samband med ombyggnaden uppfördes även ett packhus på tomtens del mot Skeppsbron.
Våghusets ombyggda exteriör syns på Jean Lepautres illustration visande Karl X Gustavs likfärd förbi Järntorget år 1660. Där framgår även att Järntorget vid den tiden var större och att våghusets fasad mot torget låg i linje med en numera försvunnen gränd som gick mitt i nuvarande kvarteren Achilles, Cadmus och Narcissus.

## Våghusets vidare öden
Hanteringen av stångjärn var utrymmeskrävande och 1662 beslöts att förlägga vägningen till Järngraven på Södermalm där det fanns mer plats. 1862 flyttades slutligen järnvågen från Järngraven till Djurgårdsvarvet där verksamheten upphörde helt år 1885.
Våghustomten vid Järntorget inklusive våg- och packhuset förvärvades av Riksbanken som då hette Riksens Ständers Bank. Redan 1663 påbörjades pålningsarbete framför det gamla våghuset på en del som tillhörde Järntorget. Arkitektuppdraget gick till Stockholms stadsarkitekt, Nicodemus Tessin den äldre, dock först 1680 var den första byggnadsetappen färdigställd och Riksbanken kunde flytta in i sina nya lokaler. 1712 växte bebyggelsen i kvarteret genom tillbyggnader av Södra Bankohuset efter ritningar av Nicodemus Tessin d.y., samtidigt revs våghuset delvis. Våg- och packhuset försvann slutligen helt på 1730-talet i samband med den tredje byggnadsetappen som leddes av Carl Hårleman. Det är dock möjligt att delar av våghuset finns kvar i Södra Bankohuset.